# Strakka Racing
Strakka Racing é uma equipe britânica de automobilismo fundada por Nick Leventis. A equipe está baseada no Circuito de Silverstone, em Northamptonshire, Reino Unido. A Strakka Racing atualmente opera o carro esportivo Strakka-Dome S103 LMP2 no Campeonato Mundial de Endurance da FIA.